# Şaban Özdoğan
Şaban Özdoğan (* 14. März 1990) ist ein dänischer Fußballspieler. Er ist Spieler-Co-Trainer bei Ishøj IF.

## Karriere

### Verein
Özdoğan, der türkischer Abstammung ist, spielte in seiner Jugend bei Kjøbenhavns Boldklub, dessen erste Mannschaft sich 1992 mit der von Boldklubben 1903 zum FC Kopenhagen fusionierte. Am 4. Oktober 2007 erhielt er beim FCK einen Profivertrag mit einer Laufzeit bis zum 30. Juni 2010. Dieser wurde im März 2010 bis Sommer 2012 verlängert. Zwischenzeitlich, am 28. April 2009, debütierte Özdoğan im dänischen Pokal für die Profimannschaft, als er gegen Nordvest FC zum Einsatz kam. Beim FC Kopenhagen konnte er sich nie durchsetzen und kam zu insgesamt elf Pflichtspielen. Sein Vertrag wurde Ende 2011 aufgelöst
Özdoğan ging daraufhin in die Türkei, dem Heimatland seiner Eltern, und absolvierte ein Probetraining beim Erstligisten Kasımpaşa Istanbul, jedoch kam eine Verpflichtung nicht zustande. In der Folgezeit wurde – Özdoğan war nach Dänemark zurückgekehrt – er bei Viborg FF getestet und er nahm an einem Testspiel teil, doch er erhielt auch hier keinen Vertrag und war ein halbes Jahr vereinslos, ehe er sich im August 2012 dem Drittligisten Svebølle BI anschloss. Im Januar 2013 absolvierte er ein Probetraining bei Denizlispor, doch auch hier kam ein Wechsel in die Türkei nicht zustande. Özdoğan blieb bei Svebølle BI und wechselte 2015 nach dem Abstieg des Vereins aus der dritten Liga zu Holbæk B&I. Dort blieb er über die Hinrunde der Saison 2015/16 hinaus und verließ dann zur Saison 2016/17 den Verein, um sich Boldklubben Avarta anzuschließen. Mit dem Verein qualifizierte sich Özdoğan für die Aufstiegsrunde, in der mit dem vierten Platz der Aufstieg in die zweite Liga verfehlt wurde. Auch im folgenden Jahr qualifizierte sich der Verein für die Aufstiegsrunde, auch dieses Mal reichte es nicht zum Aufstieg; der Verein belegte den elften Platz. Im dritten Jahr landete Boldklubben Avarta in der Abstiegsrunde und sicherte sich dort als Tabellendritter den Klassenerhalt. Nach drei Jahren wechselte Özdoğan als Spieler-Co-Trainer zu Ishøj IF.

### Nationalmannschaft
Özdoğan absolvierte zwei Partien für die dänische U16-Nationalmannschaft, drei für die U17, fünf für die U18-Nationalelf, elf für die U19 und fünf für die U20-Auswahl.